# David Schedlich
David Schedlich (1607 Jáchymov – 11. listopadu 1687 Norimberk) byl česko-německý hudební skladatel 17. století.
Jeho bratr Jakub, rovněž jáchymovský rodák, byl varhanář.